# Sea Pictures
Sea Pictures, Op. 37 è un ciclo di canzoni di Sir Edward Elgar composto da cinque canzoni scritte da vari poeti. Era scritto per contralto e orchestra, sebbene una versione separata per pianoforte venisse spesso eseguita da Elgar. Molti mezzosoprani hanno cantato il pezzo.

## Storia
Elgar compose il pezzo con il suo pianoforte Broadwood Square del 1894 mentre risiedeva al Birchwood Lodge, Great Storridge nel Herefordshire. Le canzoni erano state originariamente scritte in tonalità alte per una voce di soprano, ma trasposte in tonalità più basse per la versione orchestrale, in gran parte su richiesta del contralto Clara Butt. Le canzoni furono composte nel luglio del 1899 (a parte "In Haven (Capri)", che fu una rielaborazione del suo "Love alone will stay" del 1897).
La prima fu il 5 ottobre 1899 al Norfolk & Norwich Festival con lo stesso Elgar alla direzione e Clara Butt che cantava, vestita da sirena. Il 7 ottobre Clara Butt tenne la prima esecuzione londinese alla St James's Hall, con Elgar al pianoforte. Quasi due settimane dopo, il 20 ottobre, la Butt lo eseguì per la Regina Vittoria a Balmoral.
Fino all'agosto 1900 le canzoni di Elgar erano state pubblicate da Novello: ma Elgar aveva avuto uno screzio con loro e da allora le sue canzoni, tra cui The Pipes of Pan e Sea Pictures furono pubblicate da Boosey & Hawkes, che acquistò il copyright per £ 50 , con una piccola royalty per ogni copia sui brani pubblicati separatamente.
Sea Pictures fu anche pubblicato nelle seguenti lingue:
- Tedesco: See-Bilder con parole del Dr. Wilhelm Henzen
- Francese: Marines con parole di George Petilleau.

## Analisi musicale
Le canzoni sono:
- Sea Slumber Song di Roden Noel (circa 4 minuti)
- In Haven (Capri) di Caroline Alice Elgar, moglie del compositore (meno di 2 minuti)
- Sabbath Morning at Sea di Elizabeth Barrett Browning (circa 4 minuti)
- Where Corals Lie di Richard Garnett (circa 3 minuti)
- The Swimmer di Adam Lindsay Gordon (circa 5 minuti)

Gran parte della linea vocale del primo brano, Sea Slumber Song, si ascolta nuovamente in altre parti del ciclo; in particolare, la seconda strofa si ascolta di nuovo quasi interamente come parte del finale.

## Altre versioni
Mentre il ciclo viene ascoltato più spesso nella sua forma canonica per contralto e orchestra sinfonica, può anche essere eseguito come un lavoro per voce e pianoforte e negli ultimi anni alcuni soprani hanno ripreso il lavoro usando le chiavi originali di Elgar.
Nel 2010 il compositore britannico Donald Fraser ha realizzato una versione di Sea Pictures per coro SATB ed archi. La prima registrazione di quella versione è stata fatta dall'English Chamber Orchestra, il Rodolfus Choir con il direttore Kenneth Woods negli Abbey Road Studios nel 2013. L'arrangiamento di Fraser è stato salutato da Stephen Johnson su BBC Music Magazine come "magnificamente realizzato, eseguito con calore e comprensione e registrato in modo simpatetico."
Fraser ha anche realizzato una versione del lavoro per coro SATB e grande orchestra sinfonica.

## Incisioni
- La prima registrazione di "In Haven" e "Where Corals Lie", fu fatta il 10 novembre 1922, da Leila Megane (contralto) con Elgar che dirigeva l'Orchestra della Royal Albert Hall. Le stesse parti registrarono le restanti tre canzoni l'8 gennaio 1923. Queste registrazioni acustiche furono fatte per The Gramophone Company e apparvero sotto l'etichetta H.M.V., su 2 dischi D674-5.[4] Questo si può ascoltare su The Elgar Edition GEMMCDS 9951–5 (Pavilion Records)
- Larisa Avdeyeva, USSR State Symphony Orchestra, Yevgeny Svetlanov. Edward Elgar Sea Pictures & Symphony No. 2 (registrazione dal vivo presso Grand Hall of the Moscow State Conservatory, 11 April 1977. Cantato in Russo; traduzioni di Natalia Rozhdestvenskaya). Scribendum SC 032
- Janet Baker, London Symphony Orchestra, direttore Sir John Barbirolli (1965) è disponibile su molti CD EMI (solo alcuni dei quali includono testi), per esempio Elgar: Cello Concerto; Cockaigne; Sea Pictures, EMI Classics 5 62886 2
- Dame Janet Baker, London Philharmonic Orchestra, Vernon Handley London Philharmonic Orchestra plays Elgar LPO – LPO0016-0020 (registrazione dal vivo 1984)
- Rodolfus Choir, English Chamber Orchestra, Kenneth Woods. 2013, inciso il 31 luglio 2013 presso gli Abbey Road Studios. Avie Records AV2362. Versione per coro SATB e orchestra d'archi, arr. Donald Fraser, in coppia con l'orchestrazione di Fraser del Piano Quintet di Elgar.
- Muriel Brunskill Elgar's Interpreters on Record Volume 2 – Historic Recordings (include anche una registrazione di Clara Butt) Dutton CDAX8020
- Clara Butt, Unidentified Orchestra, Hamilton Harty "Where corals lie" only. Dame Clara Butt (1872–1936) Prima Voce NI 7912. (La registrazione è anche di Dame Clara Butt: Britain's Queen of Song GEM 0086)
- Elizabeth Campbell, Adelaide Symphony Orchestra, Nicholas Braithwaite Elgar: Cello Concerto/Sea Pictures ABC Classics 4767966
- Yvonne Minton, London Philharmonic Orchestra, Daniel Barenboim. Elgar. Raccolta su CD di precedenti registrazioni, 2002. Sony Classical 508249 2
- Sarah Connolly, Bournemouth Symphony Orchestra, Simon Wright Elgar: Music Makers / Sea Pictures Naxos 8.557710. Questa registrazione è stata nominata per il Grammy nel 2007, per il Grammy Award per la migliore performance vocale classica
- Alice Coote, The Hallé, Sir Mark Elder, inciso il 5–7 agosto 2014, Manchester.
- Margreta Elkins, Queensland Symphony Orchestra, Werner Andreas Albert (August 1983) Margreta Elkins – The Classic Recordings ABC 461,922-2
- Lauris Elms, Sydney Symphony Orchestra, John Hopkins LP RCA GL40749
- Linda Finnie, London Philharmonic Orchestra, Bryden Thomson, (1991). Elgar: Sea Pictures, The Music Makers Chandos Records 9022
- Birgit Finnilä, Geoffrey Parsons (piano). Baroque and Romantic Vocal Music BIS-CD-127
- Bernadette Greevy, London Philharmonic Orchestra, Vernon Handley Elgar: Symphony No.2 / Sea Pictures Cfp 5753062
- Aafje Heynis, "Sea Slumber Song" only. Het Puik van zoete kelen (The Cream of Glorious Voices) Philips Dutch Masters 464,385-2 "Sea Slumber Song" audio sample
- Marilyn Horne, New York Philharmonic Orchestra, Zubin Mehta, inciso il 6 giugno 1980, New York.
- Konrad Jarnot (baritone), Reinild Mees (piano) Elgar: Complete Songs per Voice and Piano Vol. 1 Channel Classics Records CCS SA 27507
- Mary Jarred, contralto; The BBC Orchestra, Section F; Clarence Raybould, direttore Elgar's Interpreters on Record, Volume 5: Broadcasts from the Leech Collection presso British Library (1935–1950) Elgar Society EECD003-005 ("Sea Slumber Song" completo, "Sabbath Morning at Sea" fino alla battuta 84, "The Swimmer" le battute tra 74 e 107 mancano)
- Della Jones, Royal Philharmonic Orchestra, Charles Mackerras The British Music Collection – Edward Elgar Decca 4732492
- Rosemarie Lang, Helsingborg Symphony Orchestra, Hans-Peter Frank c/w Wagner Wesendonck Lieder e Gösta Nystroem Sănger vid havet (Songs at the Sea) Wagner / Nystroem / Elgar: Lieder BIS-CD-530
- Claire-Louise Lucas (mezzosoprano), Jonathan Darnborough (piano) Claudio Bohema CB5258-2 (Questa è la versione con accompagnamento di pianoforte.)
- Leila Megane, Unidentified Orchestra, Edward Elgar (prima registrazione completa fatta l'11 ottobre 1922, con la direzione di Elgar) disponibile in The Elgar Edition GEMMCDS 9951–5 (Pavilion Records). Leila Megane Sain SCD2316 include tre canzoni da Sea Pictures.
- Kerstin Meyer (mezzosoprano), Hallé Orchestra, Sir John Barbirolli (registrazione dal vivo presso St. Nicholas Chapel, King's Lynn Festival, 24 luglio 1970. Ultimo concerto registrato da Barbirolli. Comprende la Sinfonia n. 1 di Elgar). Intaglio INCD 701-1
- Maartje Offers "Where Corals Lie" solo. Het Puik van zoete kelen (The Cream of Glorious Voices) Philips Dutch Masters 464,385-2
- Felicity Palmer, London Symphony Orchestra, Richard Hickox, Elgar Violin Concerto in B Minor, Op. 61; Cello Concerto in E Minor, Op. 85; Sea Pictures, Op. 37 Virgin 562425 2 / EMI CDM 5 65126 2
- Amanda Pitt (soprano) David Owen Norris (piano) Songs & Piano Music by Edward Elgar AVIE AV 2129 (suonato sul pianoforte quadrato Broadwood del 1844 di Elgar e impostato sulle chiavi originali di Elgar)
- Gladys Ripley, Philharmonia Orchestra, George Weldon (Summer 1946) on HMV 78s C.3498/3500. Pubblicazione su CD di The Dream of Gerontius and Sea Pictures Pearl GEMS 0128. Reinciso per LP da Ripley e Weldon con la London Symphony Orchestra il 26 febbraio 1954. Pubblicato su UK Columbia LP 33SX 1028 e US Capitol LP P-18017. Ristampato su HMV Concert Classics XLP 30008. Stampe su CD di questa seconda versione: Somm SOMMCD 073 e Pristine Audio PASC 196AS.
- Birgitta Svendén, Orchestre philharmonique de Nice, John Carewe, (1991). Grands lieder [Ljudupptagning] Great songs / Mahler, Elgar, Zemlinsky Forlane UCD 16642
- Roderick Williams, BBC Concert Orchestra, Martin Yates (2010) Dutton Epoch CDLX7243
- Catherine Wyn-Rogers, BBC Symphony Orchestra, Sir Andrew Davis. (2003, incisione del 30 luglio 2003 in the Royal Albert Hall, Londra, come parte del BBC Proms), Il titolo del CD non è così chiaro ma il CD include Walton Coronation Te Deum, Elgar Sea Pictures, Bax November Woods, Britten The Young Person's Guide to the Orchestra Warner Classics 2564 61550-2